# Harton (Tyne and Wear)
Harton – osada w Anglii, w Tyne and Wear, w dystrykcie metropolitalnym South Tyneside. W 2011 miejscowość liczyła 8409 mieszkańców.